# Kaiser-Wilhelm-I.-Denkmal (Altona)

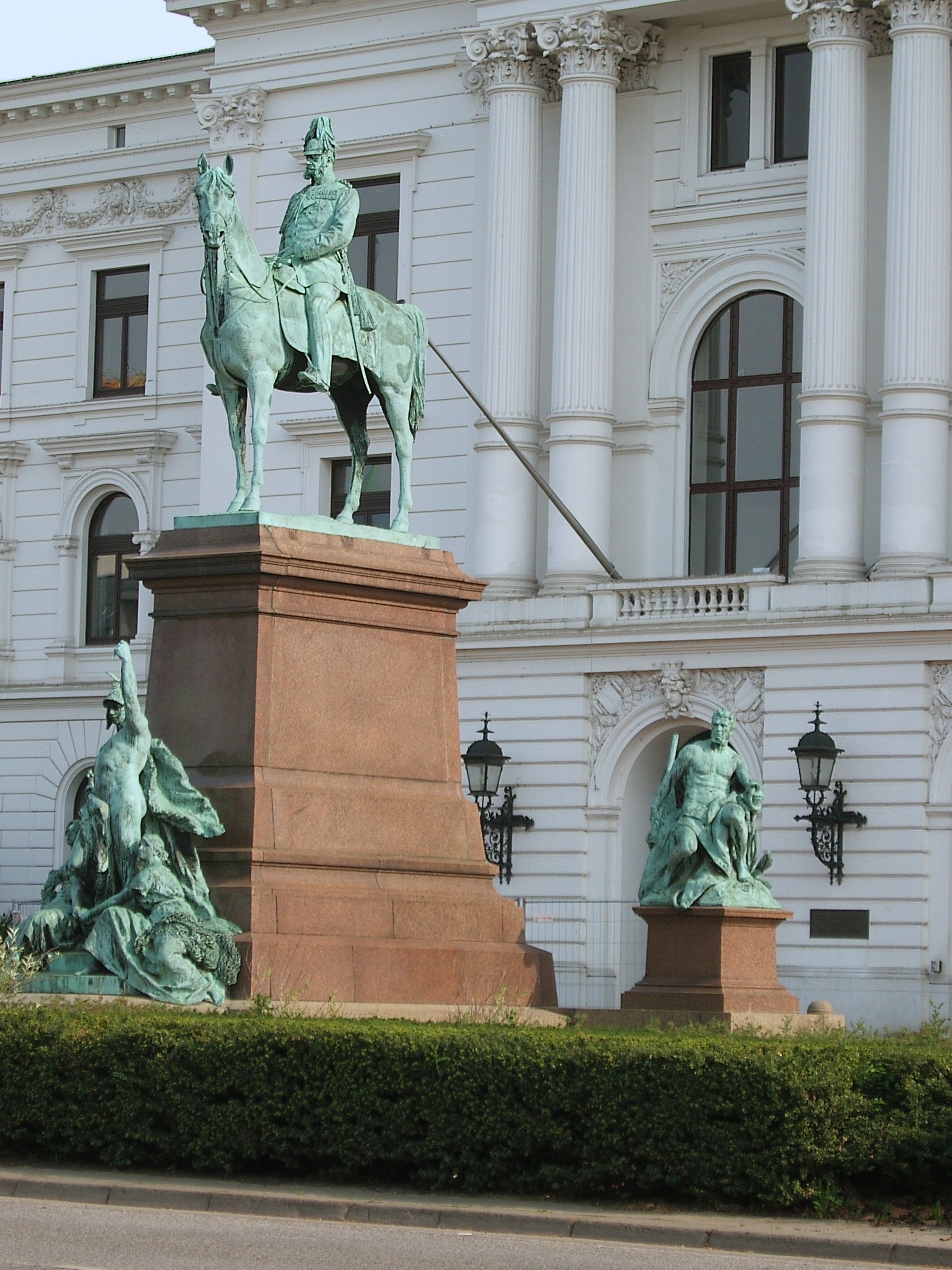
Kaiser-Wilhelm-I.-Denkmal in Altona

Das Kaiser-Wilhelm-I.-Denkmal in Hamburg-Altona ist ein Reiterstandbild zu Ehren von Kaiser Wilhelm I. Das Standbild samt dreier allegorischer Figuren befindet sich vor dem Altonaer Rathaus. Das vom Bildhauer Gustav Eberlein geschaffene Werk wurde 1898 eingeweiht.

## Geschichte

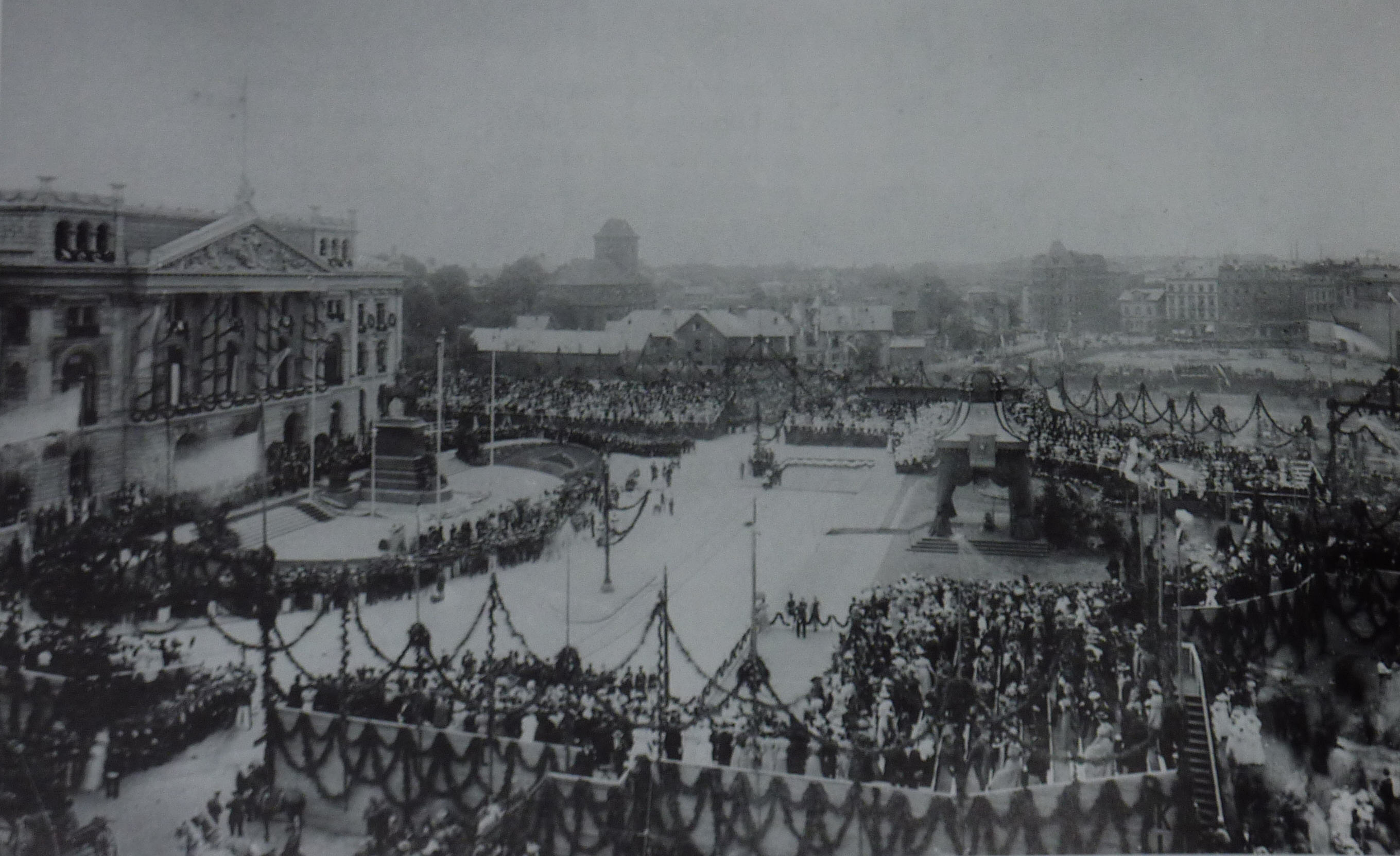
Enthüllungsfeier (1898)

Zu Ehren des 1888 verstorbenen Deutschen Kaisers und Königs von Preußen errichteten viele Gemeinden in Deutschland entsprechende Kaiser-Wilhelm-Denkmäler. Die Stadt Altona  gehörte seinerzeit zur preußischen Provinz Schleswig-Holstein. Das Denkmal befindet sich direkt vor der nordseitigen Hauptfassade des Rathauses, mit dem Rücken zum Gebäude. Das Denkmal wurde am 18. Juni 1898 in Anwesenheit des (Enkel-)Kaiser- und Königspaares eingeweiht. Der Fotograf Rudolf Dührkoop machte zahlreichen Aufnahmen der Enthüllungsfeier. Das entsprechende Kaiser-Wilhelm-I.-Denkmal in der Freien und Hansestadt Hamburg folgte 1903.

## Gestaltung
Auf hohem Sockel steht das Reiterstandbild des Kaisers, der als General mit Helm dargestellt ist. Mit der linken Hand hält er die Zügel des Pferdes. Im Gegensatz zum Hamburger Denkmal auf dem Rathausmarkt, bei dem Reiter dem Rathaus gegenübersteht, steht der Reiter in Altona mit dem Rücken zum Rathaus. In Altona wurde das Rathaus so zur Kulisse, während in Hamburg das Gegenüber von Reich und freier Stadtrepublik betont wird.
Vor dem Sockel des Standbildes stellt ein antiker Krieger die Deutsche Wehrkraft dar. Vor dem Krieger lagern zwei weibliche Genien, die sich bei der Hand halten. Diese sollen die Herzogtümer Schleswig und Holstein darstellen, welche unter der Regierung Wilhelms I. in Folge des Deutsch-Dänischen Krieges zu Preußen kamen.
Zu beiden Seiten hinter dem Reiterstandbild sind auf eigenen Sockeln zwei allegorische Figuren dargestellt. Der Schmied soll für Gewerbe und Industrie stehen, der Fischer für Handel und Schifffahrt.

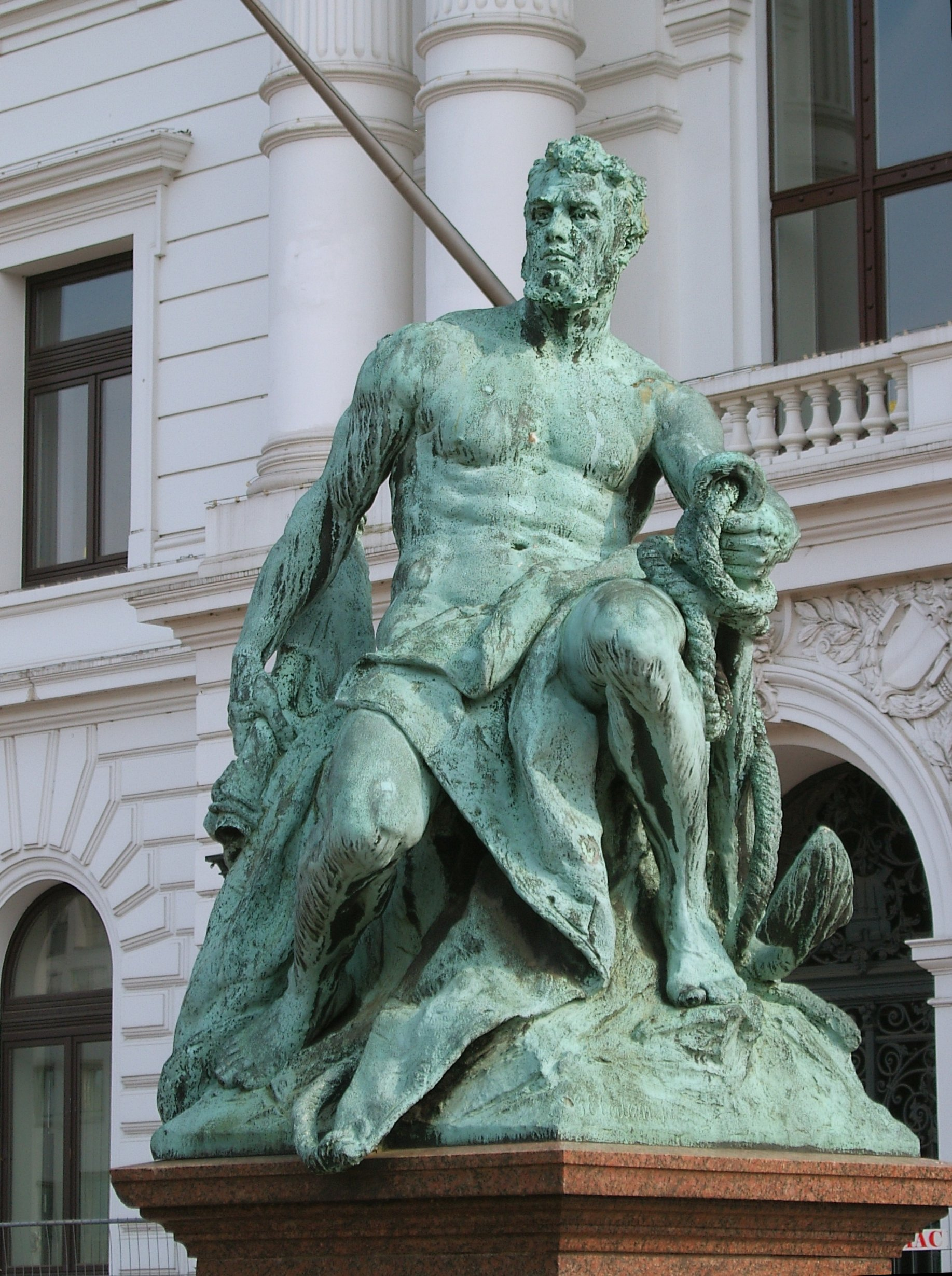
Fischer
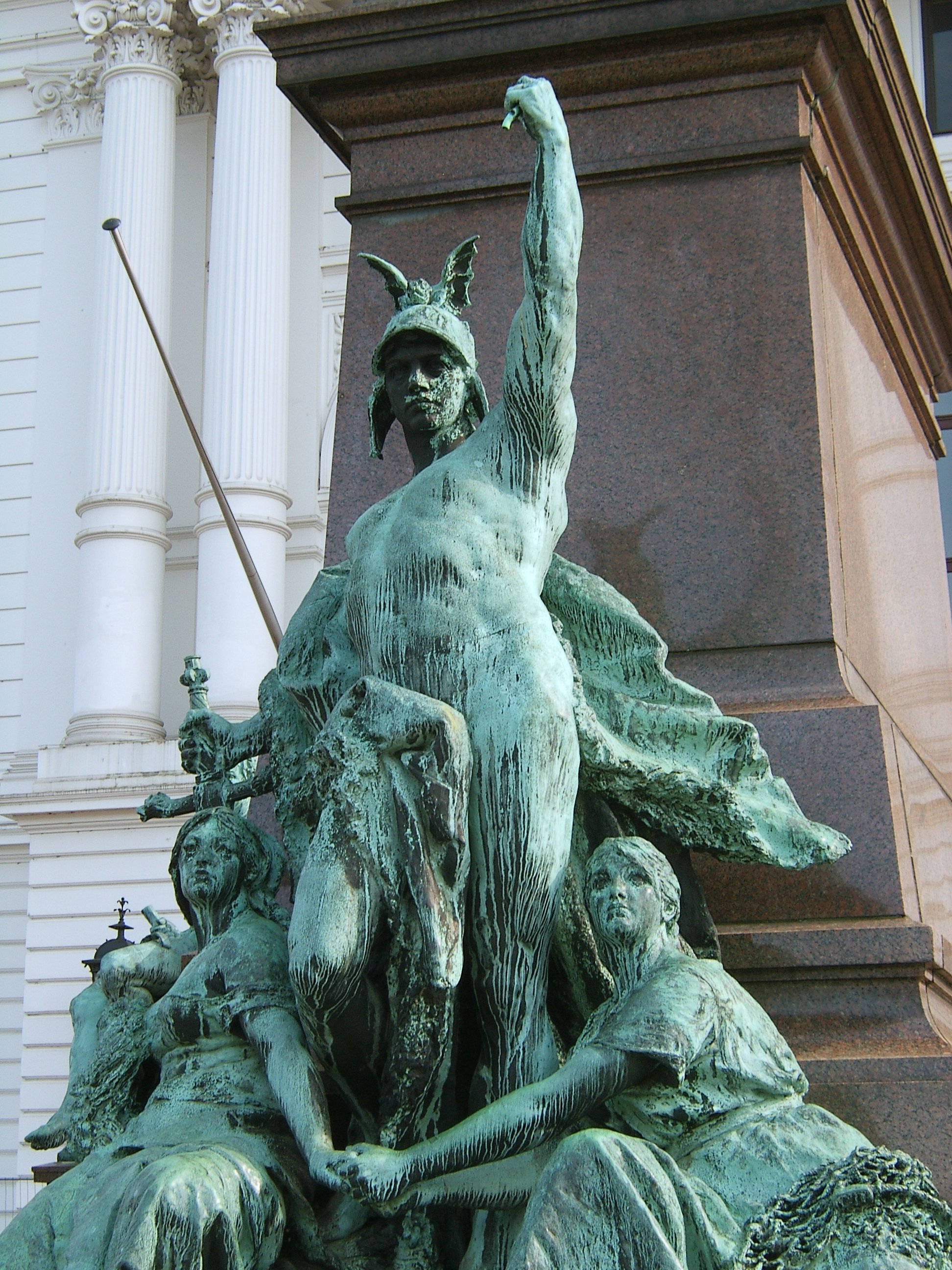
Krieger mit Schleswig und Holstein
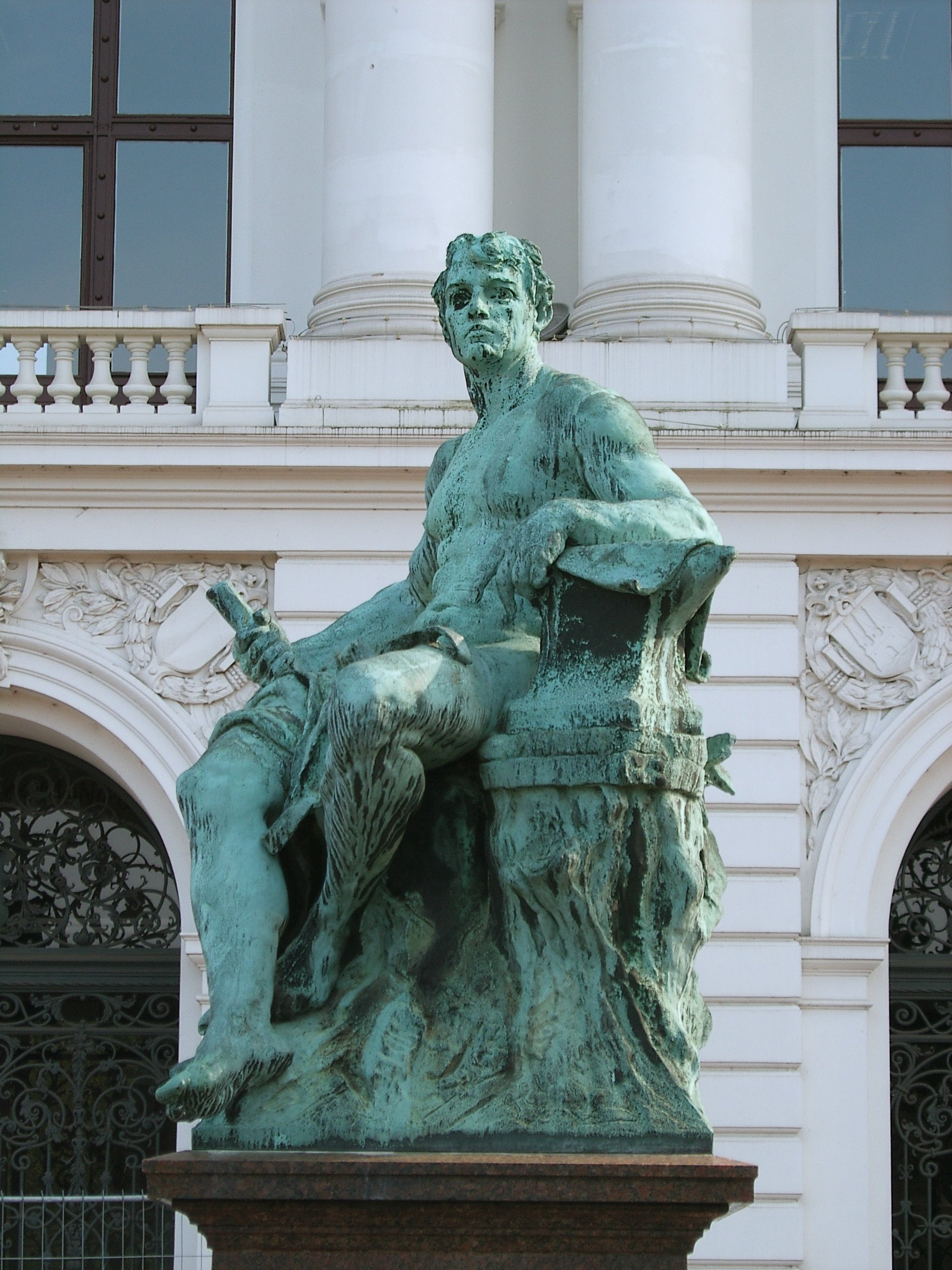
Schmied